# Eskebjerg
 For alternative betydninger, se Eskebjerg (flertydig). (Se også artikler, som begynder med Eskebjerg)
Eskebjerg er en by i Nordvestsjælland med 252 indbyggere  (2024) beliggende 8 km nord for Svebølle, 29 km vest for Holbæk og 15 km øst for Kalundborg. Byen hører til Kalundborg Kommune og ligger i Region Sjælland.
Eskebjerg hører til Bregninge Sogn. Bregninge Kirke ligger i landsbyen Bregninge 4 km mod syd. Ved Sejerøbugten 3 km mod nordvest ligger den børnevenlige Vesterlyng Strand, der i 2012 blev kåret til Danmarks tredjebedste badestrand.

## Faciliteter
Børnene går i skole på Bregninge Bjergsted Friskole mellem Bregninge og Bjergsted, Firhøjskolen mellem Føllenslev og Snertinge og Højbo Friskole på Kalundborgvej ved Højsted. Eskebjerg Forsamlingshus har en stor sal med scene og en lille sal. Byen har en Dagli'Brugs og et bibliotek. Eskebjerg Beboerforening har som formål at virke til gavn for beboerne og styrke fællesskabet.

## Historie
I 1898 beskrives Eskebjerg således: "Eskebjærg med Skole, Missionshus (opf. 1885), Forsamlingshus (opf. 1889) og Andelsmejeri;" Målebordsbladet fra 1900-tallet viser også en telefoncentral. Missionshuset hed Tabor.

### Forsamlingshuset
Forsamlingshuset blev opført af Andreas Bentsen fra Vallekilde Højskole og fik over indgangspartiet indskrevet mottoet: "Øjet opladt, hånden øvet, tanken på flugt over støvet" – to linjer fra C. Hostrups sang Vi fik ej under tidernes tryk. Huset blev ombygget og udvidet i 1943, så salens længde i den gamle træbygning blev bredden i den nye sal, hvor scenen blev tilføjet.

### Jernbanen
Eskebjerg fik station på Hørve-Værslev Jernbane (1918-56). Eskebjerg Station havde et godt opland med veje i alle retninger. Stationsbygningen er bevaret på Posthusvej 4. Her var der stadig postekspedition efter nedlæggelsen af banen. Vilhelmshøjvej i den sydvestlige ende af byen fører stadig over det gamle banetracé på en viadukt.